# Topaz Omega
El Topaz Omega es una clase de embarcación a vela diseñada y fabricada por Topper International que está catalogada por la Federación Internacional de Vela como "barco de aprendizaje".
Es un monotipo de tres velas muy versátil. Permite navegar en equipo de entre 3 y 4 tripulantes. Tiene afilada la proa y es muy ancho desde el palo hasta la popa, siendo esta abierta. Dispone de una orza abatible y el sistema de contra por encima de la botavara, lo que hace que no haya ningún obstáculo para realizar maniobras. Esto permite aumentar la sensación de gran espacio que el barco proporciona. Tiene una potente vela mayor de sables reforzados y foque enrollable. Su peso es bajo para un barco de estas características, de 140 kilos, gracias al sistema tri-lam (paredes compuestas por tres capas de polietileno y espuma de poliuretano).